# لالة زار (مقاطعة بردسير)
لالة زار (بالفارسية: لاله زار) هي قرية تقع في إيران في ناحية لاله زار. يقدر عدد سكانها بـ 2,933 نسمة .